# Tomești (gmina w okręgu Jassy)
Tomești – gmina w Rumunii, w okręgu Jassy. Obejmuje miejscowości Chicerea, Goruni, Tomești i Vlădiceni. W 2011 roku liczyła 11 051 mieszkańców.